# Храм Всіх Святих (Севастополь)
Церква Всіх Святих — православний храм Севастопольського благочиння Сімферопольської і Кримської єпархії РПЦ. Знаходиться в Севастополі, по вулиці Пожарова, 9, на території старого міського кладовища, в Заміській балці. Настоятель протоієрей Олег Халюта.

## Історія

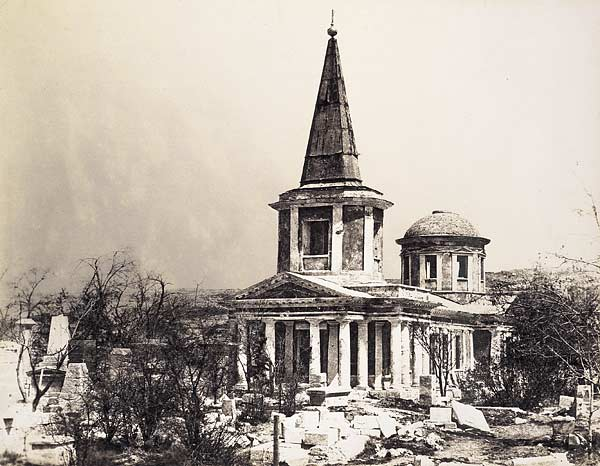
Храм в роки оборони Севастополя 1854—1855 років

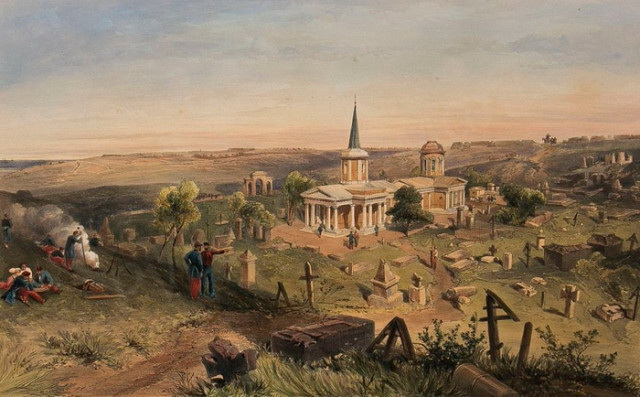
Храм Всіх Святих. Сімпсон Вільям (1823—1899) Карантинний цвинтар і церква, з французької батареєю № 50 Лист із серії Кримська війна, 1850-ті роки.

Побудована у 1822 році на кошти віце-адмірала Філіпа Биченського — одна з найстаріших будівель Севастополя. В архітектурному відношенні — хрестово-купольний храм в класичному стилі з інкерманського (кримбальського) каменю.
Під час оборони Севастополя 1854—1855 років у храмі розташовувалася стайня турецьких і французьких солдатів. Відновлена була церква в 1859 році купцем Іваном Пікіним, освячення здійснив 5 жовтня того ж року протоієрей Арсеній Лебединцев. Під час німецько-радянської війни будівля церкви не постраждала.
Це єдиний храм Севастополя, що не закривався в радянський період. В даний час церква Всіх Святих є чинною, в ній відбуваються регулярні богослужіння, настоятель Олег Халюта.

## Духовенство
- Настоятель храму — протоієрей Олег Халюта.
- Протоієрей Василь Манін.
- Ієрей Сергій Климачов[2].